# Фантоцци 2000: Клонирование
«Фантоцци 2000: Клонирование» (итал. Fantozzi 2000 - La clonazione) — кинофильм 1999 года, десятый и последний фильм-сиквел итальянской серии фильмов о неудачливом бухгалтере Уго Фантоцци. Заключительная часть декалогии.

## Сюжет
К концу второго тысячелетия, когда изменения рабочих отношений лишили руководство радости унижать работников, Мегафирма находится перед финансовым кризисом. Для выхода из кризисной ситуации, сам мега-директор Балабам решает, с помощью передовой биотехнологии, возвратить к жизни бухгалтера Уго Фантоцци. По ответственному поручению клон-бухгалтер посылается в тюрьму-интернат следить за сыном Балабама Альберто-Марией, который без внимания папаши растет честным и ответственным мальчиком, что ужасает его отца — сам редкостный негодяй, он хочет чтобы его сын вырос таким же, ибо иначе в жизни ничего не добьётся. Клон Фантоцци услужливо пытается исполнить приказ — в случае неисполнения его высекут — однако к своему удивлению обнаруживает что все мальчики в интернате так же, как Альберто, хотят быть честными людьми. Фантоцци берется помочь «паршивым ягнятам».
После множества неудачных попыток бегства из интерната, Фантоцци всё же удается покинуть вместе с мальчиками ненавистную им школу, после чего они отправляются в зоопарк. Там ребята выпускают слона, их всех детей забирает полиция. В полицейском участке всех мальчиков, кроме Альберто-Марии, забирают личные агенты и адвокаты их богатых отцов. Фантоцци решается на отважный поступок и выдает себя за мега-директора Балабама — отца Альберто-Марии. Комиссар полицейского участка крайне растрогана тем, что такой богатый и занятый человек лично пришёл за своим сыном, и отпускает их с миром. Мальчик отправляется жить к дяде, а Фантоцци подстерегают новые приключения…

## В ролях
| Актёр           | Роль                        |
| --------------- | --------------------------- |
| Паоло Виладжио  | Уго Фантоцци                |
| Милена Вукотич  | Пина Фантоцци               |
| Анна Маццамауро | синьорина Сильвани          |
| Паоло Паолини   | Балабам, директор Мегафирмы |
| Доди Конти      | Угина, внучка Фантоцци      |

## Интересные факты
- Это десятый и последний из фильмов о Уго Фантоцци, роль которого неизменно исполнял итальянский комик Паоло Виладжио.
- Это единственный фильм, где не было персонажа бухгалтера Филлини, в исполнении итальянского актёра Жижи Редер, который умер в 1998 году.
- В фильме звучит песня «Blue (Da Ba Dee)» группы «Eiffel 65».